# تاقان باي بنكة
تاقان باي بنكة (بالفارسية: تاقان‌پای پنکه) هي قرية تقع في غلستان في إيران. يقدر عدد سكانها بـ 538 نسمة .